# Cuộc chiến Dòng điện

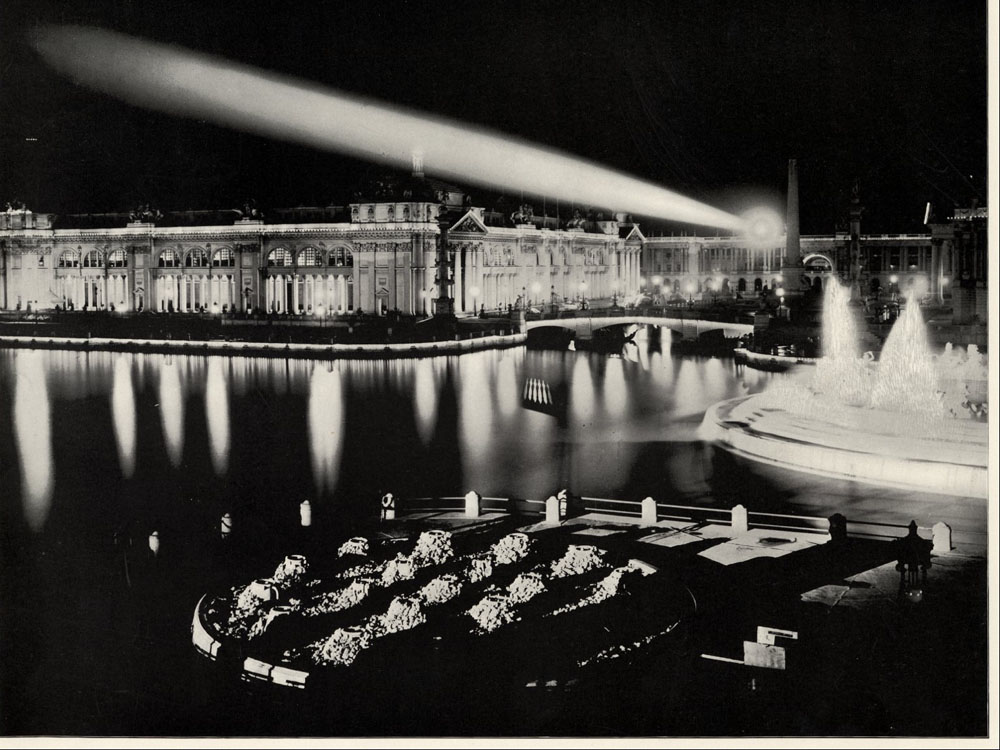
Cuộc chiến Dòng điện

Cuộc chiến Dòng điện (tiếng Anh: War of the currents hoặc battle of the currents) là một chuỗi các sự kiện xung quanh việc giới thiệu các hệ thống truyền tải điện cạnh tranh vào cuối những năm 1880 và đầu những năm 1890. Nó bao gồm cạnh tranh thương mại, một cuộc tranh luận về an toàn điện và một chiến dịch truyền thông / tuyên truyền phát triển từ đó, với những "người chơi" chính là Công ty đèn điện Edison - điện một chiều (DC) và Công ty Điện Westinghouse - điện xoay chiều (AC).
Cuộc chiến này diễn ra trong quá trình giới thiệu và mở rộng nhanh chóng tiêu chuẩn hiện hành điện xoay chiều (đã được sử dụng và ủng hộ bởi một số công ty Mỹ và châu Âu) và việc áp dụng cuối cùng vào hệ thống phân phối hiện tại trực tiếp. Ba khía cạnh đã được đưa vào "cuộc chiến": cạnh tranh mở liên quan đến các công ty điện lực lớn và một cuộc chiến định dạng liên quan đến các hệ thống đang phát triển của họ, nỗi sợ hãi chung của công chúng về cái chết do điện giật AC dẫn đến tranh luận về sự an toàn của nó và các quy định và các cuộc tranh luận và diễn tập hậu trường liên quan đến việc giới thiệu ghế điện.
Sự ra đời của các hệ thống chiếu sáng hồ quang ngoài trời quy mô lớn vào giữa những năm cuối thập niên 1870, một số trong số chúng được cung cấp bởi dòng điện xoay chiều điện áp cao, được tiếp nối vào năm 1882 bởi "tiện ích" phân phối điện DC điện áp thấp của Thomas Edison được thiết kế cho doanh nghiệp trong nhà và dân dụng thay thế cho chiếu sáng khí đốt và dầu. Năm 1886, George Westinghouse bắt đầu xây dựng một hệ thống dòng điện xoay chiều sử dụng một máy biến áp để tăng điện áp cho truyền tải đường dài và sau đó quyết định đưa nó xuống áp dụng trong hệ thống chiếu sáng trong nhà, một hệ thống hiệu quả hơn và ít tốn kém hơn cạnh tranh trực tiếp trên thị trường với đối thủ là hệ thống Edison được thiết kế để phục vụ. Khi nhiều công ty điện khác tham gia và sử dụng AC lan rộng nhanh chóng, công ty của Edison đã đưa ra tuyên bố vào đầu năm 1888 rằng dòng điện xoay chiều là nguy hiểm và kém hơn hệ thống dòng điện một chiều được cấp bằng sáng chế.